# Amonita et Amonistar
Amonita (オムナイト, Omnite, dans les versions originales en japonais) et son évolution, Amonistar (オムスター, Omstar), sont deux espèces de Pokémon de première génération.
Issus de la célèbre franchise de médias créée par Satoshi Tajiri, ils apparaissent dans une collection de jeux vidéo et de cartes, dans une série d'animation, plusieurs films, et d'autres produits dérivés, ils sont imaginés par l'équipe de Game Freak et dessinés par Ken Sugimori. Leur première apparition a lieu au Japon en 1996, dans les jeux vidéo Pokémon Vert et Pokémon Rouge. Ces deux Pokémon sont tous du double type roche et eau et occupent respectivement les 138e et 139e emplacements du Pokédex, l'encyclopédie fictive recensant les différentes espèces de Pokémon.
Avec Ptéra, Kabuto et Kabutops, Amonita et Amonistar font partie des Pokémon préhistoriques de la première génération.

## Création
La franchise Pokémon, développée par Game Freak pour Nintendo et introduite au Japon en 1996, tourne autour du concept de capture et d'entraînement de 150 espèces de créatures appelées Pokémon, afin de les utiliser pour combattre des Pokémon sauvages et ceux d'autres dresseurs Pokémon, qu'il s'agisse de personnages non-joueurs ou d'autres joueurs humains. La puissance des Pokémon au combat est déterminée par leurs statistiques d'attaque, de défense et de vitesse et ils peuvent apprendre de nouvelles capacités en accumulant des points d'expérience ou si leur dresseur leur donne certains objets.

### Conception graphique
La conception d'Amonita et d'Amonistar est le fait, comme pour la plupart des Pokémon, de l'équipe chargée du développement des personnages au sein du studio Game Freak. Leur apparence est finalisée par Ken Sugimori pour la première génération des jeux Pokémon, Pokémon Rouge et Pokémon Vert, sortis à l'extérieur du Japon sous les titres de Pokémon Rouge et Pokémon Bleu,.

## Description
Ces deux Pokémon sont l'évolution l'un de l'autre : Amonita évolue en Amonistar. Dans les jeux vidéo, cette évolution survient en atteignant le niveau 40,.
Comme pratiquement tous les Pokémon, ils ne peuvent pas parler : lors de leurs apparitions dans les jeux vidéo tout comme dans la série d'animation, ils ne peuvent pas parler et ne sont seulement capables de communiquer verbalement en répétant les syllabes de leur nom d'espèce en utilisant différents accents, différentes tonalités, et en rajoutant du langage corporel.

### Amonita
Amonita est un Pokémon de type Eau/Roche de première génération. C'est un Pokémon préhistorique disparu, recréé par clonage de cellules souches. Son nom, Amonita, vient d'Ammonite, un mollusque céphalopode fossile.

### Amonistar
Amonistar est un Pokémon de type Eau/Roche de première génération. C'est un Pokémon préhistorique disparu, recréé par clonage de cellules souches. Son nom, Amonistar, vient d'Ammonite, un mollusque céphalopode fossile. Il est l'évolution d'Amonita au niveau 40.

## Apparitions

### Jeux vidéo
Amonita et Amonistar apparaissent dans la série de série de jeux vidéo Pokémon. D'abord en japonais, puis traduits en plusieurs autres langues, ces jeux ont été vendus à plus de 200 millions d'exemplaires à travers le monde. Ils font leur première apparition dans un jeu vidéo le 27 février 1996, dans les jeux japonais Pocket Monsters Aka (ポケットモンスター 赤, Poketto Monsutā Aka, Pocket Monsters Rouge) et Pocket Monsters Midori (ポケットモンスター 緑, Poketto Monsutā Midori, Pocket Monsters Vert) (remplacé dans les autres pays par la version Bleue). 

### Série télévisée et films
La série télévisée Pokémon ainsi que les films sont des aventures séparées de la plupart des autres versions de Pokémon et mettent en scène Sacha en tant que personnage principal. Sacha et ses compagnons voyagent à travers le monde Pokémon en combattant d'autres dresseurs Pokémon.